# هندسة ريمانية
الهندسة الريمانية هي الفرع من الهندسة التفاضلية الذي يدرس متعددات الشعب الريمانية ومتعددات الشعب الملساء المزودة بقياس متري ريماني، أي المزودة بجداء داخلي معرف على الفضاء المماس الذي يتغير بشكل أملس من نقطة إلى نقطة.

## مقدمة
هي هندسة لاإقليدية تخرق مسلمة التوازي وتتعامل مع الفضاءات المنحنية

## المبرهنات الكلاسيكية في الهندسة الريمانية
1. مبرهنة غاوس-بونيت. تكامل انحناء غاوس في متعدد شُعب ريماني ثنائي الأبعاد ومُدمج يساوي {\displaystyle 2\pi \chi (M)} حيث {\displaystyle \chi (M)} تعني مميزة أويلر.

ويرى ريمان ان الخطوط المتوازية تلتقي دائما لعدم وجود خطوط مستقيمة في الكون المنحني